# 大拉恰
50°33′35″N 29°20′8″E / 50.55972°N 29.33556°E
大拉恰（烏克蘭語：Велика Рача）是烏克蘭北部的村莊，隸屬日托米爾州的日托米爾區。該村始建於1758年，面積2.33平方公里，海拔高度148米，2001年人口826。